# Das Souvenir

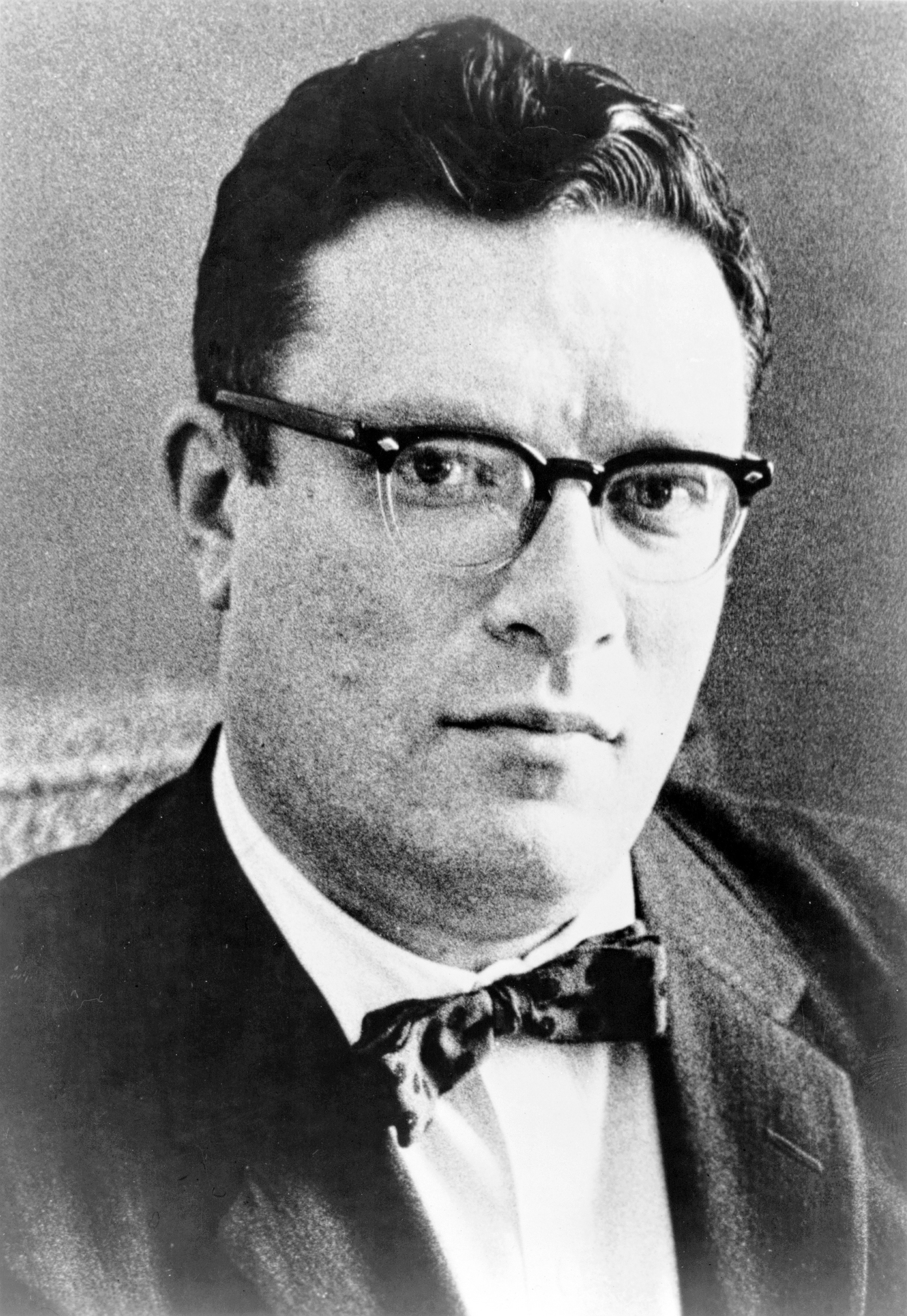
Isaac Asimov (1965)

Das Souvenir (auch Jahresfeier; Originaltitel: Anniversary) ist eine etwa 17 Seiten umfassende Science-Fiction-Kurzgeschichte von Isaac Asimov aus dem Jahr 1959, die von der 20-jährigen Zusammenkunft der drei Überlebenden des Raumschiffes Silver Queen erzählt, die zwar in der Öffentlichkeit in Vergessenheit geraten sind, die sich aber an diesem Abend miteinander – durch starkes, grünes Jabra-Wasser angestachelt – eine neue und viel bedeutendere Aufmerksamkeit verschaffen werden.

## Handlung
Dr. Warren Moore und Mark Brandon treffen sich seit zwanzig Jahren jedes Jahr an dem Datum, an dem sie den Absturz des Raumschiffes Silver Queen auf Vesta überlebt haben.  Zusammen mit Mike Shea sind sie in der Geschichte der Raumfahrt die ersten drei Personen, die ein solches Unglück überlebt haben, und eben jener Shea taucht überraschend bei ihrer 20-jährigen Zusammenkunft auf. Untereinander bringen sie sich auf den neuesten Stand ihrer persönlichen Erlebnisse, feiern traditionsbewusst mit starkem, grünem Jabra-Wasser und Raumschiffnahrung und erinnern sich an den Absturz, an die Aufmerksamkeit nach ihrer Rettung und die dann später erfolgten Paraden. Doch diese Zeiten sind vorbei und ihre Namen jetzt fast vergessen.
Shea erzählt, dass er vor etwa zehn Jahren auf Vesta gesehen habe, dass die Transspace Insurance, die viel Geld bei dem Unglück verloren habe, das Wrack der Silver Queen durch ein Kraftfeld abgeschottet halte und scheinbar dort systematisch nach etwas suche. Die drei Männer vermuten, dass es etwas mit dem genialen Wissenschaftler Dr. Horace Quentin zu tun haben könnte, der bei der Bruchlandung ums Leben kam. Brandon drängt Moore, Multivac über sein Hausterminal zu befragen und sie finden heraus, dass Dr. Quentin zuletzt an optischen Problemen arbeitete und nur mit einem gewissen Dr. Otis Fitzimmons in Kontakt stand. Unter der stimulierenden Wirkung des Jabra-Wassers ruft Brandon Dr. Fitzimmons an, gibt sich als Bevollmächtigter der Transspace Insurance aus und erfährt, dass Dr. Quentin zuletzt an einem „Optikon“ gearbeitet haben soll. Mehr kann und will Dr. Fitzimmons aber nicht sagen.
Während sie diskutieren, was dieses Optikon sein könnte, erinnern sie sich, dass sie vor 20 Jahren neben ihrem Hab und Gut auch gedankenlos weitere Dinge von der Silver Queen eingesteckt und mitgenommen hatten, ehe der Rest der Silver Queen an Transspace Insurance abgetreten wurde. Speziell Warren Moore erinnert sich an eine kleine Kiste mit einem Füller und einem Vergrößerungsglas, das noch irgendwo in seinem Haus sein muss. Gemeinsam suchen sie und finden die Kiste in einer staubigen Abstellkammer: Der Füller trägt die Initialen J. K. Q. und könnte ein Erbstück von Dr. Quentin sein, das Vergrößerungsglas hat aber keine Linse. Dann zieht Moore den richtigen Schluss: Fitzimmons meinte nicht „ein Optikon“, als er in Englisch „an Optikon“ sagte, sondern er meinte „Anoptikon“, d. h. eine Apparatur ohne optische Linse. Sie untersuchen das Anoptikon erneut und finden heraus, dass es sowohl als ultrastarke Lupe bis in den atomaren Bereich, als auch als extrem starkes Fernglas dienen kann.
Die drei Überlebenden der Silver Queen stoßen mit Jabra-Wasser darauf an, dass sie wegen der Nutzerrechte am Anoptikon vermutlich nicht reich werden können, dass sie aber durch diesen späten wissenschaftlichen Fund erneut und für immer in Erinnerung bleiben werden.

## Bemerkung
Die Kurzgeschichte entstand auf Nachfrage der Zeitschrift Amazing Stories, die im März 1959 ihr 20-jähriges Jubiläum feierte. Asimovs allererste Kurzgeschichte Marooned off Vesta erschien in der ersten Ausgabe von Amazing Stories im März 1939. Dies war für Asimov der Anlass, auch die Personen aus Marooned off Vesta 20 Jahre später zu einem Anniversary zusammenkommen zu lassen. Beide Geschichten erschienen zusammen in der  Jubiläumsausgabe 1959.
Die Kurzgeschichte ist eine von vielen Geschichten Asimovs, die eine Referenz zu dem mächtigen Computersystem Multivac macht.

## Referenz
- Englisch: Anniversary, in The Best of Isaac Asimov, 1954–1972, Sphere Science Fiction, London (1977), Ed. Angus Wells
- Deutsch: Das Souvenir in 10 SF-Kriminalgeschichten (Heyne Science-fiction & Fantasy), Nr. 3135, Heyne Verlag (1969)

## Nachweise und Erläuterungen
1. ↑  Diese Handlung wird beschrieben in Isaac Asimovs Kurzgeschichte Marooned off Vesta (1939).